# コアクツヤスオ
コアクツ ヤスオ（1969年（昭和44年）5月18日 - ）は、日本のグラフィックデザイナー。茨城県出身。

## 主なデザイン
- 東京パノラママンボボーイズ「マンボインペリアル」（2008年1月23日発売）TECI-1169（CDジャケット、盤面、販促品）
- 東京パノラママンボボーイズ「マンボデコ」（2008年3月26日発売）TECI-1176（CDジャケット、盤面、販促品）
- パラダイス山元第一回監督作品「盆栽少女」（タイトルロゴ）

## 関連
- パラダイス山元
- たかやまさおり